# Próspero da Aquitânia
Próspero da Aquitânia (em latim: Prosper Aquitanus) ou Próspero Tiro (c. 390 – c. 465) foi um escritor cristão e discípulo de Agostinho de Hipona.
Próspero era natural da Aquitânia e parece ter sido educado em Marselha. Em 431 ele apareceu em Roma para entrevistar o Papa Celestino I sobre os ensinamentos de Agostinho; não há nenhum traço dele até 440, o primeiro ano do pontificado do Papa Leão I, que tinha estado na Gália, onde deve ter encontrado Próspero. De qualquer forma, Próspero logo estava em Roma, ligado ao papa em alguma posição de secretário. Genádio de Marselha (De script. eccl. 85) repete a tradição de que Próspero ditou as famosas cartas de Leão I contra Eutiques. A data de sua morte não é conhecida, mas sua crônica apareceu em 455, e o fato do cronista Conde Marcelino mencioná-lo no ano de 463 parece indicar que sua morte ocorreu pouco depois desta data.
Próspero era um leigo, mas impôs a si mesmo o ardor das controvérsias religiosas de sua época, defendendo Agostinho e propagando a ortodoxia. Os pelagianos foram atacados num apaixonante poema de cerca de 1000 linhas, Adversus ingratos, escrito em cerca de 430. O tema, dogma quod ... pestifero vomuit coiuber sermone Britannus, é realçado por um tratamento carente de ânimo e em medidas clássicas.
Neste período, também (cerca de 429), Próspero escreve uma carta a seu amigo Rufino – Ad Rufinum de gratia et libero arbitrio – na qual refuta a acusação de que teria se tornado um pelagiano, defendendo, mais uma vez, o pensamento agostiniano (Pollastri, 1234).
Após a morte de Agostinho ele escreveu uma três séries de defesas agostinianas, especialmente contra Vicente de Lérins (Pro Augustino responsiones).
Seu principal trabalho foi contra Collatio de João Cassiano, seu De gratia del ut libero arbitrio (432). Ele também induziu o Papa Celestino a publicar uma Epistola ad episcopos Gallorum contra Cassiano. Ele havia antes iniciado uma correspondência com Agostinho, junto com seus amigos Tiro e Hilário de Arles, e embora ele não o tenha encontrado pessoalmente, seu entusiasmo pelo grande teólogo o levou a fazer um resumo de seus comentários sobre os Salmos, assim como de uma coleção de sentenças de seus trabalhos – provavelmente a primeira compilação dogmática do tipo na qual Liber sententiarum de Pedro Lombardo é o exemplo mais conhecido. Ele também investiu em um poema elegíaco, em 106 epigramas, alguns dos provérbios teológicos de Agostinho.
Muito mais importante historicamente que esses é o seu Epitoma chronicon. É uma indiscreta compilação de São Jerônimo na parte inicial, e de outros escritores no resto, mas a falta de outras fontes o torna muito valioso para o período entre 425 e 455. Havia cinco diferentes edições, a última delas datando de 455, exatamente depois da morte de Valentiniano III. Por um longo período a Chronicon imperiale também foi atribuída a Próspero, mas sem justificativa. É completamente independente da realidade de Próspero, e em parte mostra até mesmo tendências e simpatias pelagianas.